# Vit porlav
Vit porlav (Pertusaria lactea) är en lavart som först beskrevs av L., och fick sitt nu gällande namn av Arnold. Vit porlav ingår i släktet Pertusaria, och familjen Pertusariaceae. Arten är reproducerande i Sverige.